# Virginia Lee
Virginia Lee, född den 6 april 1965 i Sydney i Australien, är en australisk roddare.
Hon tog OS-brons i lättvikts-dubbelsculler i samband med de olympiska roddtävlingarna 1996 i Atlanta.